# Dzmitry Nabokau
Dzmitry Nabokau (en biélorusse Дзмітрый Сяргеевіч Набокаў, né le 20 janvier 1996) est un athlète biélorusse, spécialiste du saut en hauteur.

## Biographie
Il remporte la médaille d'argent lors des Championnats du monde juniors d'athlétisme 2014 avec un record personnel à 2,24 m. Il améliore cette marque pour établir son record en plein air qui est de 2,25 m obtenu à Minsk le 6 juin 2015. À Mahiliow, en février 2016, il franchit la barre de 2,29 m en salle, ce qui lui donne le minima pour les Jeux olympiques de Rio.
Il participe aux Jeux olympiques de Rio en 2016, mais ne franchissant que 2,17 m, il ne passe pas le stade des qualifications.
Le 31 mai 2017, il franchit 2,28 m à Brest Litovsk.
En mai 2018, il franchit 2,36 m, record national, encore à Brest, en battant à cette occasion son compatriote Maksim Nedasekau, 2,32 m, ce qui lui donne la meilleure mesure d’inscription pour les Championnats d’Europe à Berlin. Bien qu’inscrit par sa fédération, il ne figure plus sur la liste définitive des participants le 8 août 2018, laissant son compatriote Nedasekau avec la meilleure marque (2,32 m) des restants.
Le 28 octobre 2019, il est suspendu provisoirement à la suite d'un contrôle antidopage positif. Le 11 septembre, il est banni de toutes compétitions pendant 2 ans, à compter de la date de sa suspension provisoire.

## Palmarès
| Date | Compétition                       | Lieu           | Résultat | Marque |
| ---- | --------------------------------- | -------------- | -------- | ------ |
| 2014 | Championnats du monde juniors     | Eugene         | 2e       | 2,24 m |
| 2016 | Jeux olympiques                   | Rio de Janeiro | qual.    | 2,17 m |
| 2017 | Championnats d'Europe espoirs     | Bydgoszcz      | 1er      | 2,24 m |
| 2019 | Championnats d'Europe par équipes | Sandnes        | 2e       | 2,18 m |

## Records
| Épreuve         | Épreuve   | Marque      | Lieu  | Date        |
| --------------- | --------- | ----------- | ----- | ----------- |
| Saut en hauteur | Plein air | 2,36 m (NR) | Brest | 25 mai 2018 |
| Saut en hauteur | En salle  | 2,32 m      | Minsk | 3 mars 2018 |